# Hypalastoroides olivieri
Hypalastoroides olivieri är en stekelart som först beskrevs av Ruiz 1933.  Hypalastoroides olivieri ingår i släktet Hypalastoroides och familjen Eumenidae. Inga underarter finns listade i Catalogue of Life.